# یوفوتیبل

یوفوتیبل (ユーフォーテーブル有限会社: Yūfōtēburu yūgen-gaisha) یک شرکت پویانمایی ژاپنی است که در تاریخ اکتبر سال ۲۰۰۰ توسط کارکنان سابق تی‌ام‌اس اینترتیمنت تأسیس شد.
از جمله آثار قابل توجه این شرکت میتوان به فیت/زیرو، فیت/استی نایت، باغ گناهکاران، شیطان کش: کیمتسو نو یایبا اشاره کرد.
در ماه مارس ۲۰۱۹ گزارش شد که به دلیل ادعای فرار مالیاتی ، جستجو در دفاتر این شرکت انجام شده است.  ماه بعد گزارش شد که بدهکاری مالیاتی این شرکت ۴۰۰ میلیون ین ارزیابی شده است. در ماه ژوئن سال ۲۰۲۰، استودیو و بنیانگذار استودیو، هیکارو کوندو به دلیل نقض قانون مالیات، ۱۳۹ میلیون ین جریمه شدند.   این استودیو با انتشار بیانیه ای عمومی از عملکردشان عذرخواهی کرد.  در ماه ژوئیه ۲۰۲۱ ، هیکارو کندو رسماً ب نپرداختن ۱۳۷ میلیون ین مالیات، توسط بخش تحقیق ویژه دادستانی عمومی توکیو متهم شد. یوفوتِیبل کیفرخواست را تأیید کرد و اطمینان داد که این شرکت قبلاً مبلغ مناسب را پرداخت کرده است. 

## آثار

### انیمه سریالی
| عنوان                              | کارگردان                        | تاریخ شروع     | تاریخ پایان     | تعداد قسمت | توضیحات                                                                             | منابع  |
| ---------------------------------- | ------------------------------- | -------------- | --------------- | ---------- | ----------------------------------------------------------------------------------- | ------ |
| Weiß Kreuz Glühen                  | Hitoyuki Matsui                 | ۲۸ نوامبر ۲۰۰۲ | ۲۰ فوریه ۲۰۰۳   | ۱۳         | دنباله ی Weiß Kreuz ک توسط Magic Bus ساخته شده بود                                  | [ ۶ ]  |
| Dokkoida?!                         | Hitoyuki Matsui و Takuya Nonaka | ۵ ژوئیه ۲۰۰۳   | ۲۰ سپتامبر ۲۰۰۳ | ۱۲         | اقتباس از سری لایت ناول با همین نام توسط Taro Achi                                  | [ ۶ ]  |
| Ninja Nonsense                     | Hitoyuki Matsui                 | ۸ ژوئیه ۲۰۰۴   | ۲۳ سپتامبر ۲۰۰۴ | ۱۲         | اقتباس از مانگا با همین نام توسط Ryoichi Koga.                                      | [ ۶ ]  |
| Futakoi Alternative                | Takayuki Hirao                  | ۷ اوریل ۲۰۰۵   | ۳۰ ژوئن ۲۰۰۵    | ۱۲         | اثر اصلی یوفوتِیبل، با همکاری استودیو Feel. و Studio Flag                            | [ ۶ ]  |
| Coyote Ragtime Show                | Takuya Nonaka                   | ۳ ژوئیه ۲۰۰۶   | ۲۰ سپتامبر ۲۰۰۶ | ۱۲         | اثر اصلی یوفوتِیبل                                                                   | [ ۶ ]  |
| Gakuen Utopia Manabi Straight!     | Team Manabibeya                 | ۸ ژانویه ۲۰۰۷  | ۲۶ مارس ۲۰۰۷    | ۱۲         | اثر اصلی یوفوتِیبل                                                                   | [ ۶ ]  |
| فیت/زیرو                           | Ei Aoi                          | ۱ اکتبر ۲۰۱۱   | ۲۳ ژوئن ۲۰۱۲    | ۲۵         | اقتباس از سری لایت ناول با همین نام توسط Gen Urubuchi. پیش درامد برای فیت/استی نایت | [ ۶ ]  |
| باغ گناهکاران                      | مختلف                           | ۶ ژوئیه ۲۰۱۳   | ۲۸ سپتامبر ۲۰۱۳ | ۱۳         | اقتباس تلویزیونی از چهار فیلم اول و فیلم هفتم سری سینمایی باغ گناهکاران             | [ ۷ ]  |
| فیت/استی نایت: آنلیمیتد بلید وورکس | Takahiro Miura                  | ۴ اکتبر ۲۰۱۴   | ۲۷ ژوئن ۲۰۱۵    | ۲۵         | بر اساس مسیر دوم رمان بصری فیت/استی نایت توسط تایپ-مون                              | [ ۶ ]  |
| God Eater                          | Takayuki Hirao                  | ۱۲ ژوئیه ۲۰۱۵  | ۲۶ مارس ۲۰۱۶    | ۱۳         | براساس یک بازی ویدیویی توسط باندای نامکو                                            | [ ۶ ]  |
| Tales of Zestiria the X            | Haruo Sotozaki                  | ۳ ژوئیه ۲۰۱۶   | ۲۹ اوریل ۲۰۱۷   | ۲۶         | بر اساس یک بازی ویدیویی توسط باندای نامکو                                           | [ ۸ ]  |
| Katsugeki/Touken Ranbu             | Toshiyuki Shirai                | ۱ ژوئیه ۲۰۱۷   | ۲۳ سپتامبر ۲۰۱۷ | ۱۳         | بر اساس یک بازی ویدیویی توسط نیتروپلاس                                              | [ ۹ ]  |
| شیطان کش: کیمتسو نو یایبا          | Haruo Sotozaki                  | ۶ آوریل ۲۰۱۹   | ۲۸ سپتامبر ۲۰۱۹ | ۲۶         | اقتباس از سری مانگا توسط Koyoharu Gotouge                                           | [ ۱۰ ] |
| شیطان کش: Yuukaku-hen              | Haruo Sotozaki                  | ۲۰۲۱           | TBA             | TBA        | دنباله ی فیلم سینمایی شیطان کش -کیمتسو نو یایبا- فیلم: قطار بی‌پایان                 | [ ۱۱ ] |
| Girls' Work                        | TBA                             | TBA            | TBA             | TBA        | اثر اصلی یوفوتِیبل با همکاری تایپ-موون                                               | [ ۱۲ ] |

### فیلم ها
| عنوان                                                 | مدیر (ها)         | تاریخ اکران     | توضیحات                                                                                | منابع |
| ----------------------------------------------------- | ----------------- | --------------- | -------------------------------------------------------------------------------------- | ----- |
| باغ گناهکاران: منظره مشرف                             | Ei Aoki           | ۱ دسامبر ۲۰۰۷   | اقتباس از سری لایت ناول توسط Kinoko Nasu ، اولین فیلم از مجموعه فیلم های باغ گناهکاران |       |
| باغ گناهکاران: حدس و گمان قتل - قسمت 1                | Takuya Nonaka     | ۲۹ دسامبر ۲۰۰۷  | دومین فیلم از مجموعه فیلم های باغ گناهکاران                                            |       |
| باغ گناهکاران: باقی مانده احساس درد                   | Mitsuru Obunai    | ۹ فوریه ۲۰۰۸    | سومین فیلم از مجموعه فیلم های باغ گناهکاران                                            |       |
| باغ گناهکاران: معبد توخالی                            | Teiichi Takiguchi | ۲۴ مه ۲۰۰۸      | چهارمین فیلم از مجموعه فیلم های باغ گناهکاران                                          |       |
| باغ گناهکاران: مارپیچ پارادوکس                        | Takayuki Hirao    | ۱۶ آگوست ۲۰۰۸   | پنجمین فیلم از مجموعه فیلم های باغ گناهکاران                                           |       |
| باغ گناهکاران: ضبط فراموشی                            | Takahiro Miura    | ۲۰ دسامبر ۲۰۰۸  | ششمین فیلم از مجموعه فیلم های باغ گناهکاران                                            |       |
| باغ گناهکاران: حدس و گمان قتل - قسمت 2                | Shinsuke Takizawa | ۸ آگوست ۲۰۰۹    | هفتمین فیلم از مجموعه فیلم های باغ گناهکاران                                           |       |
| Sakura no Ondo                                        | Takayuki Hirao    | ۲۹ اکتبر ۲۰۱۱   | اثر اصلی یوفوتِیبل                                                                      |       |
| باغ گناهکاران: انجیل آینده                            | Tomonori Sudō     | ۲۸ سپتامبر ۲۰۱۳ | هشتمین و آخرین فیلم از مجموعه فیلم های باغ گناهکاران                                   |       |
| Majocco Shimai no Yoyo to Nene                        | Takayuki Hirao    | ۲۸ دسامبر ۲۰۱۳  | براساس یک مانگا توسط Hirarin                                                           |       |
| Tales of Zestiria: طلوع چوپان                         | Haruo Sotozaki    | ۳۰ دسامبر ۲۰۱۴  | بر اساس یک بازی ویدیویی توسط باندای نامکو                                              |       |
| فیت / استی نایت: هیونز فیل ۱. گل قبلی                 | Tomonori Sudō     | ۱۴ اکتبر ۲۰۱۷   | براساس یک رمان تصویری از تایپ-مون ، سری اول فیلم های Fate / stay night: Heaven's Feel  |       |
| فیت / استی نایت: هیونز فیل ۲. پروانه گمشده            | Tomonori Sudō     | ۱۲ ژانویه ۲۰۱۹  | فیلم دوم از سری فیلم های Fate / Stay night: Heaven's Feel                              |       |
| Kimetsu no Yaiba: Kyōdai no Kizuna                    | Haruo Sotozaki    | ۲۹ مارس ۲۰۱۹    | گرد آوری پنج قسمت اول انیمه سریالی شیطان کش: کیمتسو نو یایبا                           |       |
| فیت / استی نایت: هیونز فیل ۳. آهنگ بهار               | Tomonori Sudō     | ۱۵ آگوست ۲۰۲۰   | سومین و آخرین فیلم از سری فیلم های Fate / stay night: Heaven's Feel                    |       |
| Demon Slayer: Kimetsu no Yaiba the Movie: Mugen Train | Haruo Sotozaki    | ۱۶ اکتبر ۲۰۲۰   | دنباله ی انیمه سریالی شیطان کش: کیمتسو نو یایبا                                        |       |
| فیلم بدون عنوان Katsugeki / Touken Ranbu              | TBA               | TBA             | مربوط به بازی ویدیویی Touken Ranbu و انیمه سریالی Katsugeki / Touken Ranbu             |       |